# Сисулу, Альбертина
Нонциклело Альбертина Сисулу (21 октября 1918, Цомо, Восточно-Капская провинция, Южно-Африканский Союз — 2 июня 2011, Йоханнесбург) — международный общественный и политический деятель, 7-й президент (1993—2002) Всемирного совета мира, политик Южно-Африканской Республики, активная участница борьбы с режимом апартеида.

## Биография
Жена Уолтера Сисулу (1912—2003), лидера борьбы с режимом апартеида, Генерального секретаря Африканского национального конгресса.
Получила образование в миссионерской школе. В 1942 году переехала в Йоханнесбург, стала работать медсестрой в одной из больниц города. Через несколько лет после приезда познакомилась со своим будущим мужем — одним из молодых лидеров Африканского национального конгресса (АНК) В. Сисулу. В 1944 году вышла за него замуж. Начала вместе с ним посещать собрания АНК, постепенно втягивалась в дело, которым занимался её муж, стала членом АНК. В 1948 году вступила в Женскую лигу АНК и участвовала в провозглашении Хартии свободы.
С 1956 года, когда начался процесс «о государственной измене» против 156 обвиняемых борцов с апартеидом, одним из которых был В. Сисулу, хотя у неё уже было трое малолетних детей, активно участвовала в демонстрациях протеста, сидела в зале суда, готовила передачи для мужа и других политзаключённых. Суд продолжался четыре года. За участие в одной из демонстраций в 1958 году она впервые попала за решётку. Но бесчисленная цепь арестов и судов растянулась для Альбертины почти на тридцать лет. Последний раз она была арестована в 1985 году.
В течение нескольких десятилетий проводила политическую кампанию против апартеида и за права женщин. Неоднократно отбывала длительные сроки заключения за свою политическую и общественную деятельность. 18 лет полного запрета на политическую деятельность, суды, ночные обыски, аресты не остановили Альбертину Сисулу. Постепенно, именно в силу её стойкости перед лицом репрессий, она начала превращаться в пример для подражания для молодого поколения борцов. Её выступления на митингах и похоронах жертв политических репрессий вызывали сильнейший отклик в обществе.
В 1983 году возник ОДФ — Объединённый демократический фронт (включавший сотни профсоюзных, общинных, студенческих, религиозных, женских, молодёжных, спортивных организаций), Альбертина Сисулу была избрана одним из его трёх сопредседателей.
С 1994 года — член парламента Южной Африки.
С 1993 по 2002 год была президентом Всемирного совета мира.
Альбертина Сисулу — женщина, которая по вкладу в освободительную борьбу и по известности в ЮАР мало уступает Нельсону Манделе. На пике её деятельности в конце 1980-х годов она получала личные приглашения президентов США, Франции, глав правительств Великобритании, Швеции и других государств посетить эти страны и встретиться с ними. А в самой Южной Африке у неё был неофициальный, но очень почётный титул «матери нации».

## Семья
В браке с В. Сисулу родила пять детей, кроме того усыновили четырёх других детей.
Их дочь Линдиве Сисулу с 2004 года занимала различные министерские посты в Южной Африке. Сын Макс Сисулу был спикером Национальной ассамблеи Южно-Африканской Республики (2009—2014), другой сын, Звелаке Сисулу, лидер оппозиционного журналистского сообщества Южной Африки, главный редактор газеты «Новая нация», с 1994 по 1997 год — глава Южноафриканской радиовещательной корпорации, Млунгиси Сисулу был президентом Педиатрического кардиологического фонда им. Вальтера Сисулу.

## Награды
- Орден «За выдающиеся заслуги» в золоте (2003, ЮАР).
- Доктор Honoris Causa Йоханнесбургского университета (1994).

## Память
- Её именем назван один из самых протяжённых проспектов Йоханнесбурга, ведущий к международному аэропорту.
- Пешеходный и велосипедный мост имени Альбертины Сисулу в г. Гент (Восточная Фландрия, Бельгия) через реку Шельдт (2014).